# Breviceps adspersus
Breviceps adspersus, también conocida como rana de lluvia común, es una especie  de anfibios de la familia Brevicipitidae.

## Distribución geográfica
Angola, Botsuana, Mozambique, Namibia, Sudáfrica, Suazilandia, Zambia y Zimbabue.